# Kraras
Kraras (Craras, Kararas, Krarás) ist ein osttimoresischer Ort im Suco Bibileo (Verwaltungsamt Viqueque, Gemeinde Viqueque), nordwestlich der Gemeindehauptstadt Viqueque. 1983 wurde Kraras durch die indonesische Armee niedergebrannt.

## Geographie
Kraras liegt am Ostufer des Tuco. Bis 2015 gehörte das Gebiet zum Suco Uai-Mori. Mit der Reform der Verwaltungsgrenzen wurde die Aldeia Amarleza, in der Kraras liegt zur kleinen Exklave, die zum Suco Bibileo geschlagen wurde. Dessen Hauptgebiet liegt zehn Kilometer weiter südlich an der Mündung des Tucos in die Timorsee.

## Geschichte
1981 wurde Kraras als neue Siedlung für Flüchtlinge aus Bibileo gegründet. Diese hatten zwischen 1976 und 1979 in den Bergen gelebt, nachdem die Indonesier 1975 in Osttimor einmarschiert waren. 1978/79 stellten sich die meisten der Zivilisten und wurden zunächst in der Stadt Viqueque angesiedelt. Später folgte die Neuansiedlung in Kraras.
Am 8. August 1983 wurde der indonesische Militärposten in Kraras von Guerillieros der FALINTIL angegriffen. 14 indonesische Soldaten wurden dabei getötet. Bis zum 6. September folgten vier weitere Angriffe auf die Indonesier im damaligen Distrikt Viqueque. Aus Angst vor Strafaktionen flohen Hunderte der Einwohner Kraras und der benachbarten Orte in die umliegenden Wälder.
Am 7. September brannte die indonesische Armee das verlassene Dorf Kraras nieder. Die wenigen verbliebenen Einwohner wurden exekutiert. Soldaten durchkämmten die Region und zwang aufgegriffene Einheimische zur Rückkehr in das zerstörte Dorf, beziehungsweise zur Umsiedlung nach Viqueque. Es kam zu weiteren Hinrichtungen, Vergewaltigungen und Folter. Laut der Katholischen Kirche sollen 287 Einwohner von Kraras ermordet worden sein. Die Überlebenden wurden nach Clalerec Mutin zwangsumgesiedelt.
Am 18. September 2008 wurde der Grundstein für ein Denkmal zum Gedenken an das Massaker gelegt. Die Region wird nun das Tal der Witwen genannt.